# Maiolo di Cluny
Maiolo di Cluny, in francese Mayeul o Maïeul (Valensole, 910 circa – Souvigny, 11 maggio 994), fu il quarto abate dell'abbazia di Cluny. Immediatamente dopo la morte fu riconosciuto come santo, costituendo il primo grande culto cluniacense, uno dei più importanti del medioevo, che durò a Puy e a Souvigny fino alla rivoluzione francese. La memoria liturgica è l'11 maggio.

## Biografia

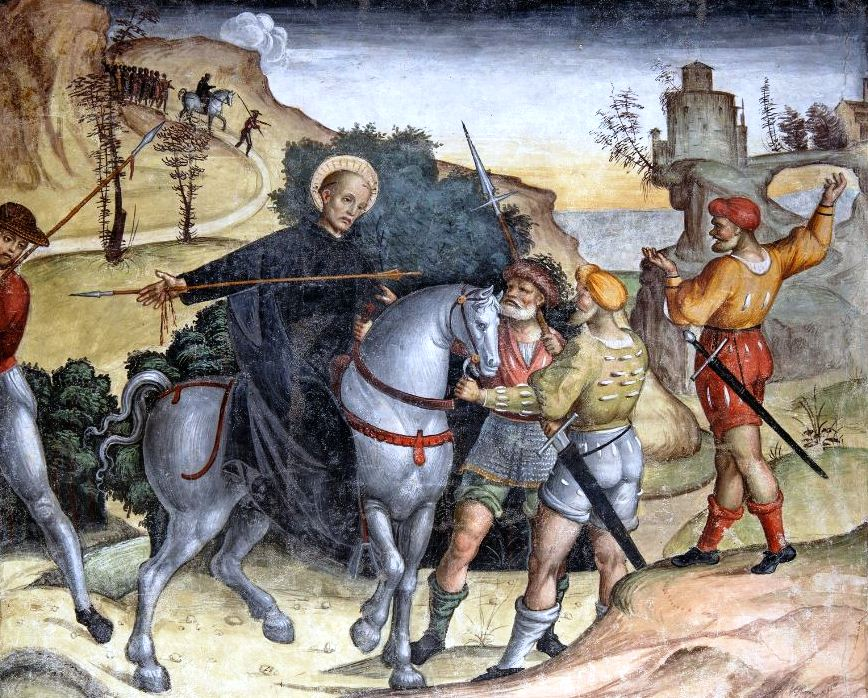
Bernardino Lanzani, San Maiolo catturatto dai saraceni, Pavia, Basilica del Santissimo Salvatore.

Maiolo nacque a Valensole nel 910 circa, da una ricca famiglia di proprietari allodiali dell'Alta Provenza e il cui padre fu Fulcherio di Valensole, titolare delle contee di Frejus, Apt, Aix e Sisteron. Durante la sua infanzia, nel 916-918, fuggì con la famiglia dalla Provenza, sconvolta dalle guerre locali, durante le quali i suoi genitori trovarono la morte. Egli si rifugiò in Borgogna, a Mâcon. Entrato nel clero secolare, studiò a Lione divenendo canonico e poi arcidiacono nella cattedrale di Mâcon. Nel 930 rifiutò la carica di arcivescovo di Besançon. Solo dieci anni dopo entrò come monaco a Cluny, dove pronunciò i voti nel 943 o 944. Fu dapprima armarius (bibliotecario e maestro di cerimonie); nel 948 il vecchio abate Aimaro, divenuto cieco, gli lasciò la direzione del monastero e nel 954 diede le dimissioni, indicandolo come suo successore. Iniziarono così i quarant'anni di Maiolo alla guida dell'abbazia.
Le sue buone relazioni con Adelaide, sorella del re di Borgogna Corrado il Pacifico e sposa di Ottone I, imperatore dal 962, gli conferirono una certa influenza tanto alla sua corte quanto a quella del figlio Ottone II. Egli intervenne persino nelle liti private della famiglia imperiale, il che gli valse di vedersi proporre il seggio papale dopo la morte di Benedetto VII, seggio che rifiutò, giudicandosi più utile tra i suoi monaci. I legami con l'Impero favorirono l'espansione della congregazione cluniacense verso est. Fu certamente uno dei consiglieri di Ugo il Grande, duca di Francia, ciò che gli permise di riformare diversi monasteri e di porvi abati regolari. Proseguì le relazioni che l'abate Oddone (secondo abate di Cluny) aveva iniziato con il Papato. Essendo Maiolo uomo di grande cultura, i copisti dello scriptorium di Cluny furono assai attivi nel lungo periodo in cui fu abate.
Maiolo prese a cuore lo sviluppo finanziario dell'abbazia, amministrando con cura le donazioni che affluivano verso un abate la cui fama era immensa. Esse comprendevano circa 900 villaggi, diritti e rendite parrocchiali, decime ecc, che arricchirono l'abbazia. Queste donazioni, in gran parte, sono legate alla nuova organizzazione della memoria dei morti. Il loro culto assume a Cluny grande importanza. Oltre ai monaci, esso è indirizzato anche ai benefattori del monastero. 
Dal 967 Maiolo proseguì altresì la riforma dell'ordine iniziata da Oddone, instaurando la regola benedettina nei numerosi monasteri, rinforzando così l'influenza di Cluny in Occidente. Diffuse in tal modo la religiosità cluniacense in regioni lontane, come Pavia, allora capitale del regno d'Italia e dove Maiolo rifonderà il monastero del Santissimo Salvatore, che a sua volta la propagherà la riforma cluniacense in Italia. Con lui, la congregazione cluniacense, fondata da Oddone, conobbe un grande sviluppo, assicurato dallo stretto controllo di Cluny sull'insieme dei monasteri da essa dipendenti. I tre monasteri di Cluny, Souvigny e Charlieu ne costituivano allora il cuore.
Maiolo nel 955 iniziò grandi lavori nell'abbazia, divenuta troppo piccola per una comunità in grande crescita. Fu intrapresa la costruzione di una nuova chiesa, San Pietro Vecchio (Cluny II), che sarà consacrata nel 981. In occasione di un viaggio a Roma, riportò con sé Guglielmo da Volpiano, cui affidò l'abbazia di San Benigno a Digione, da dove riformò numerosi monasteri, specie in Normandia.
Nel 972 la sua cattura nelle Alpi da parte dei Saraceni di Frassineto provocò una mobilitazione generale dell'aristocrazia provenzale attorno al conte Guglielmo I. Egli organizzò per liberarlo una guerra contro i Saraceni, che cacciò dalla Provenza dopo la battaglia di Tourtour (973). Nel 983, dopo la morte di Papa Benedetto VII, Ottone II lo propose come successore, ma egli non se sentì degno e Ottone optò per Pietro Canepanova di Pavia, che divenne Papa Giovanni XIV.
Chiamato da Ugo Capeto a riformare l'Abbazia di Saint-Denis presso Parigi, Maiolo morì lungo la strada, a Souvigny, l'11 maggio 994, lì dove fu sepolto. Prima di morire, aveva fatto eleggere Odilone per guidare i destini dell'abbazia.

## Culto
La Chiesa cattolica lo considera un santo e lo ricorda il giorno 11 maggio:
(Martirologio Romano)
Il culto di san Maiolo ha rivestito un'importanza considerevole nel medioevo. Il riconoscimento della santità di Maiolo è ben attestata fin dai primi tempi dopo la sua morte. Fin dal 996 il re di Francia Ugo Capeto si recò in pellegrinaggio sulla sua tomba, a Souvigny. Una bolla del papa Gregorio V del 998 ricorda la felice memoria di san Maiolo. Nel 999 una cappella del monastero di Santa Maria di Pavia è posta sotto la dedica a San Maiolo, cui venne in seguito dedicato il monastero stesso.